# Danh sách cuộc biểu tình tại Hồng Kông tháng 12 năm 2019
Dưới đây là danh sách các cuộc biểu tình tại Hồng Kông tháng 12 năm 2019

## Diễn biến

### Ngày 1 tháng 12: Diễu hành
Khoảng 200 người đã diễu hành từ Quảng trường Edinburgh tới trụ sở chính phủ phản đối trước việc cảnh sát sử dụng khí gas. Rất nhiều nhóm thực hiện thả bóng bay vàng. Biểu tình diễn ra trong hòa bình.
Hàng trăm người đã diễu hành từ đường Lower Albert ngay bên dưới lãnh sự quán US, để cảm ơn Tổng thống Hoa Kỳ Donald Trump để ký Đạo luật Nhân quyền và Dân chủ Hồng Kông, một số người còn mặc áo in hình Trump. Cảnh sát cấm họ đi lên đường Garden.
Trong Chater Garden, nhiều người có quốc tịch Hoa Kỳ và bảng hiệu đã gọi cho Tổng thống Trump để "làm cho Hồng Kông trở nên tuyệt hơn một lần nữa".
Mười trong hàng ngàn người biểu tình chống chính phủ tập hợp lại tại Tiêm Sa Chủy trong tháp đồng hồ diễu hành tới Đấu trường Hồng Kông tại Hung Hom, với người biểu tình chặn trên đường. Người biểu tình hô vang "năm yêu cầu, không một ít" và các khẩu hiệu khác. Vào khoảng 6:30, hầu hết người biểu tình và cảnh sát giải tán.
Người biểu tình được nhìn thấy tại Whampoa đập vỡ đèn giao thông, và một số nhà hàng bị coi là "thù địch" đối với phong trào người biểu tình. Gạch và các mảnh vụn khác bị ném khắp nơi trên đường trong một lỗ lực để ngăn chặn lưu lượng và cản trở đã dùng để chặn trên đường Hung Hom và phố Tak Man.
Người biểu tình tại Mong Kok thiết lập một khối đường tạm thời và đốt nó.

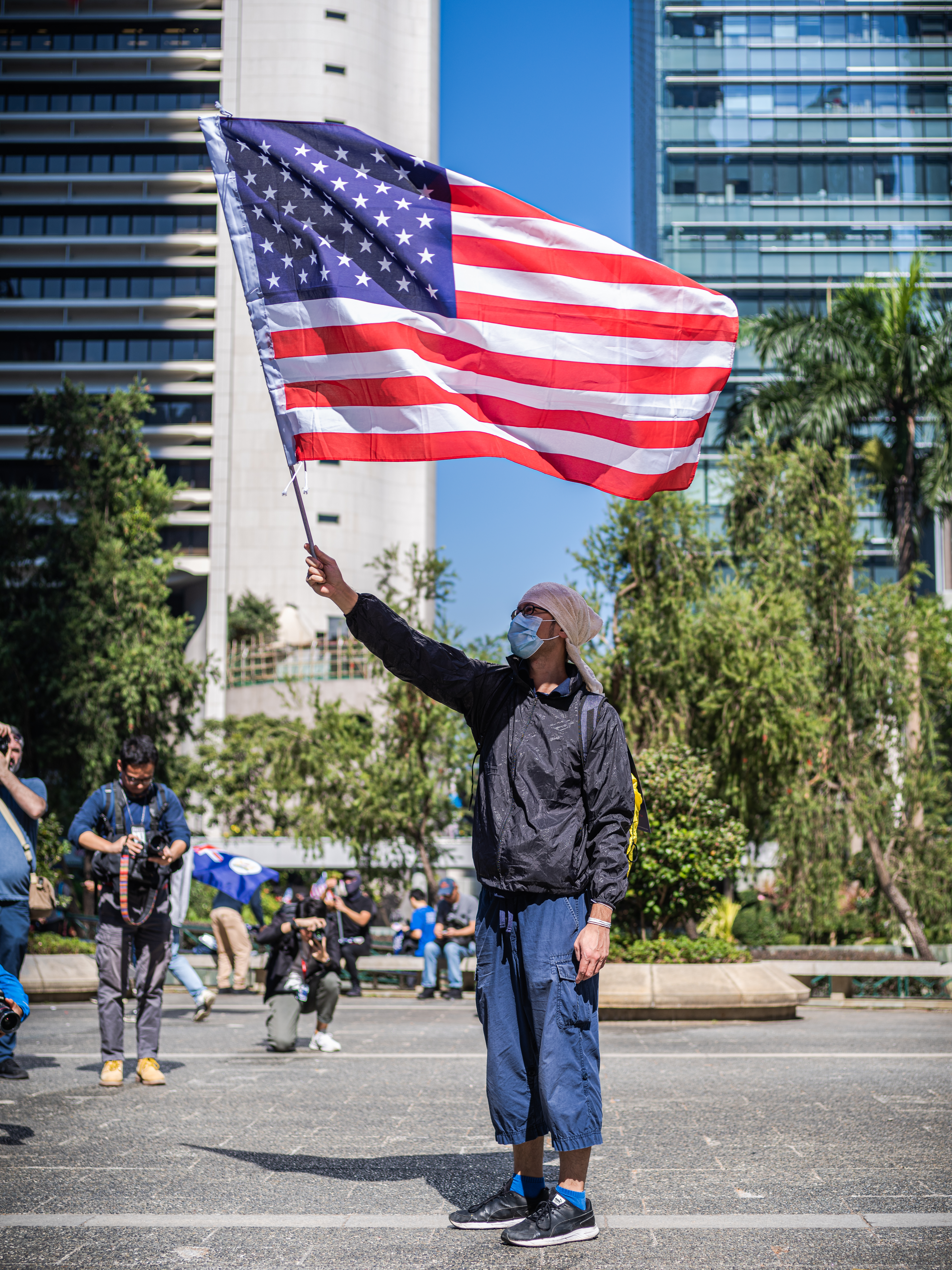
Người biểu tình đang vẫy lá cờ của Mỹ
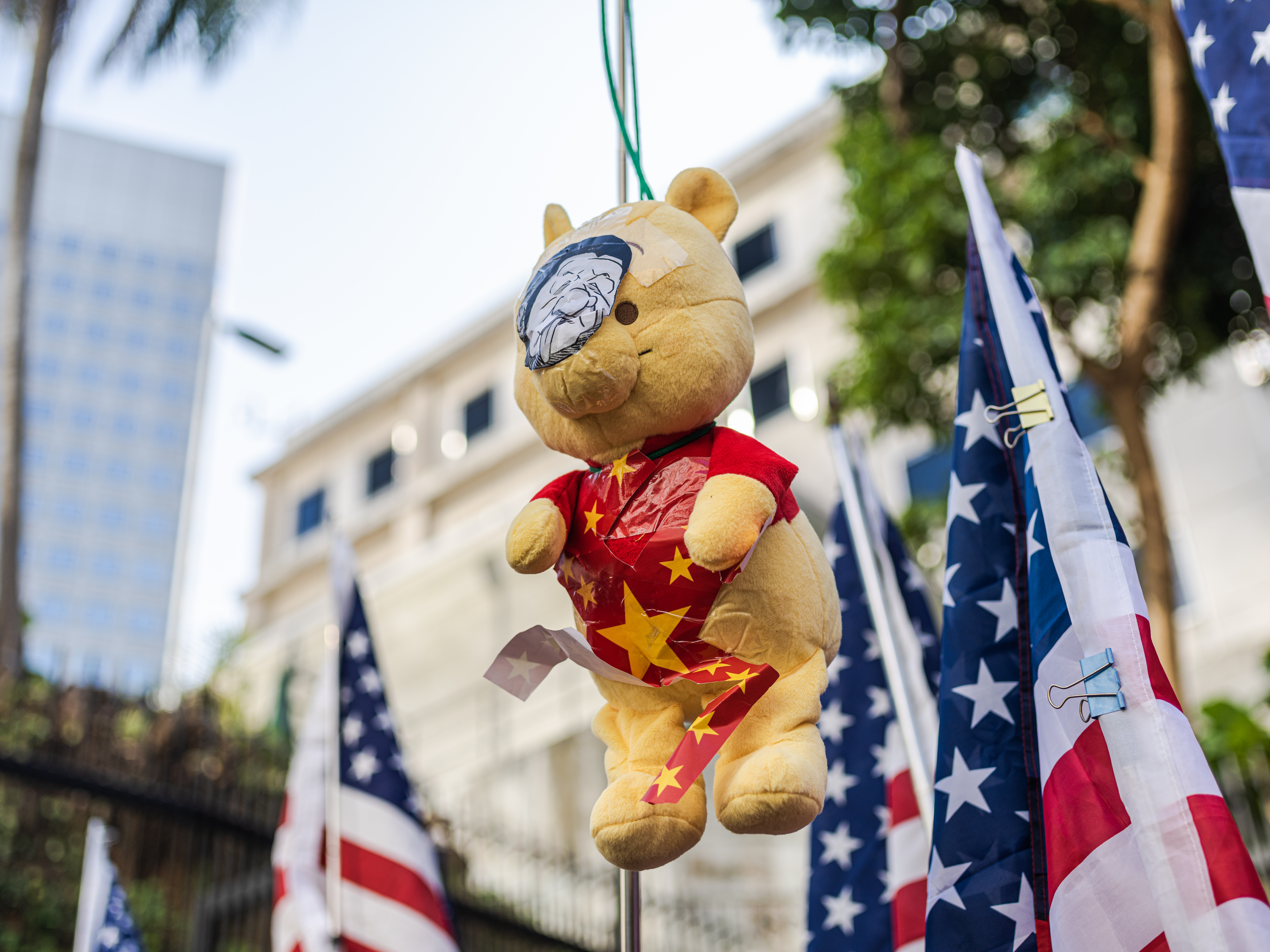
Đồ chơi Winnie the Pooh được sử dụng để tượng trưng Tập Cận Bình với là cờ Trung Quốc trong đó
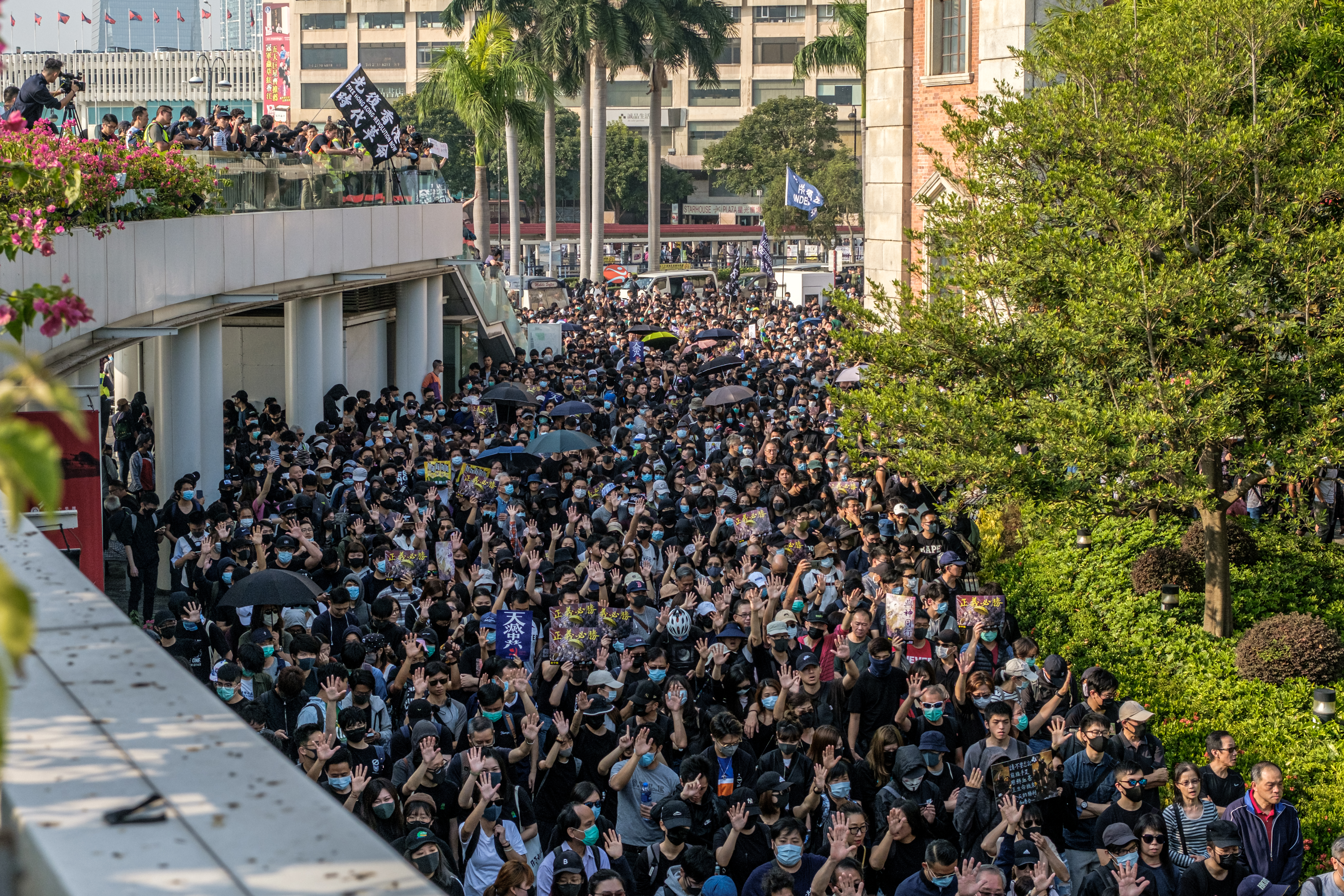
Người biểu tình giơ cao tay của họ với lòng bàn tay của họ để lộ biểu ngữ "năm yêu Cầu, không một ít
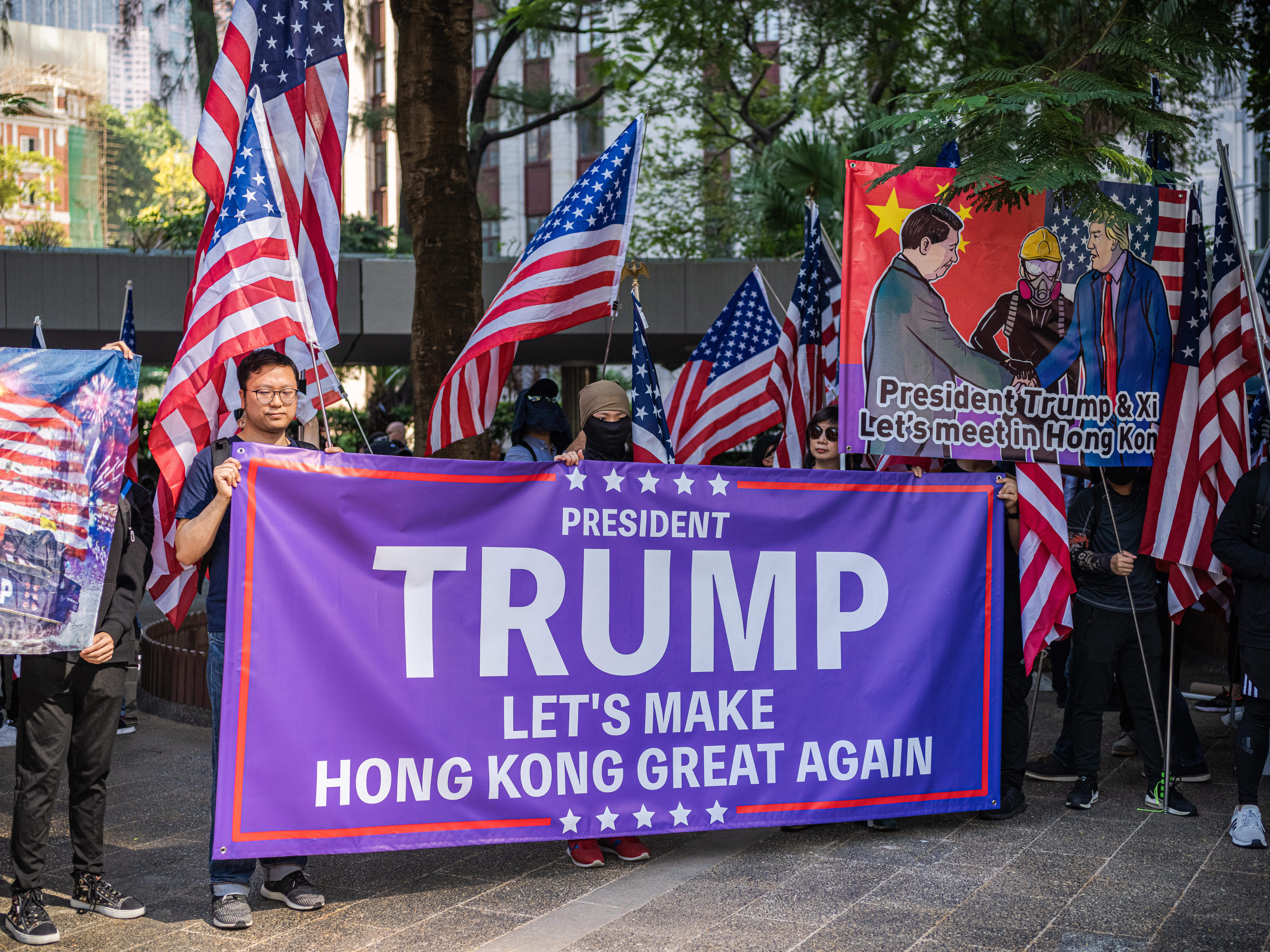
Người biểu tình giữ và ký tên "Hãy làm cho Hồng Kông trở nên tuyệt hơn một lần nữa"
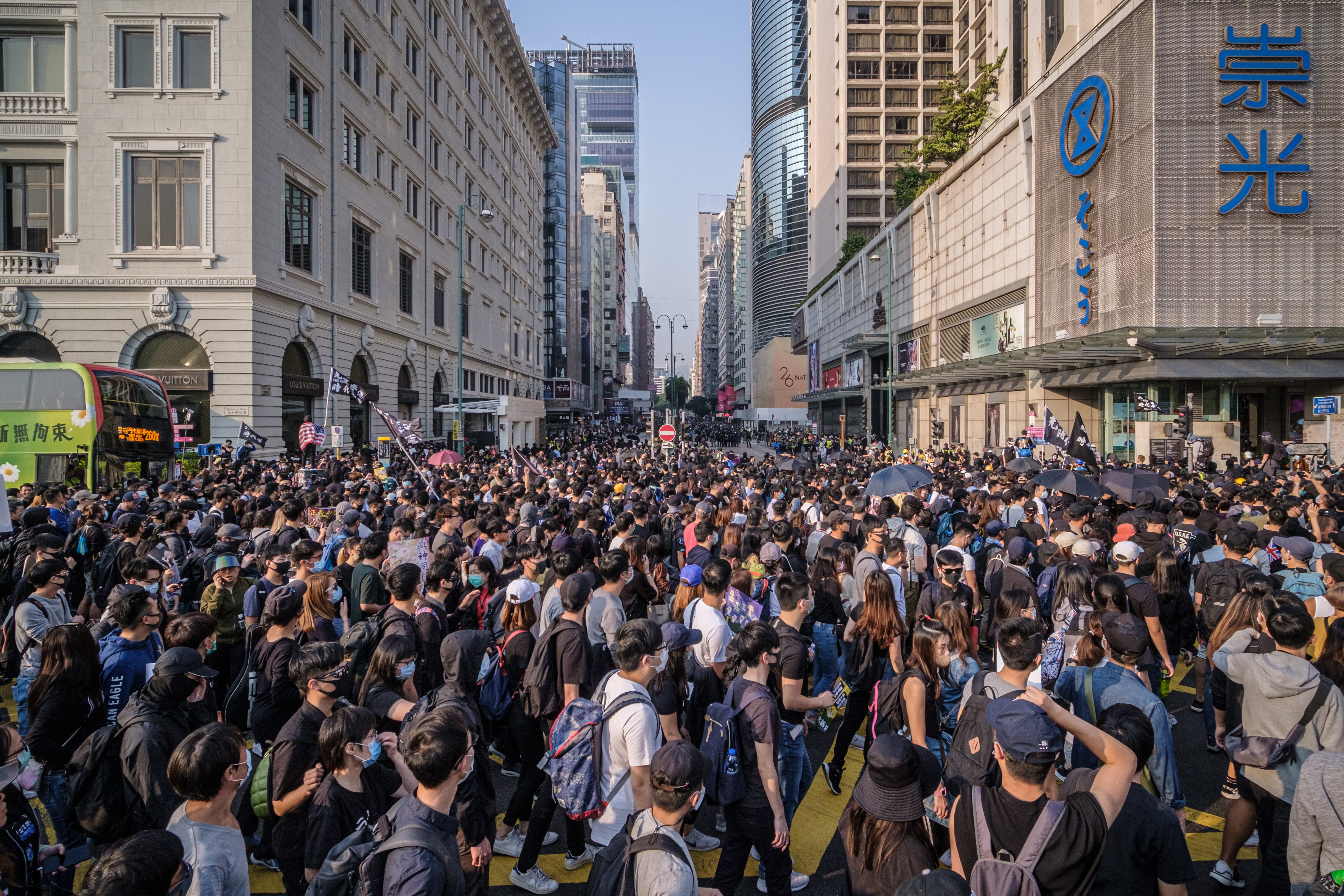
Người biểu tình vẫy băng rôn và giữ ô

### Ngày 2 tháng 12
Hơn hai chục ngàn người biểu tình ở ngoài Immigration Tower bị giam giữ và trục xuất một người trợ giúp Indonesia, người đã hoạt động tại các địa điểm biểu tình. Chính quyền tuyên bố rằng cô ấy đã không gia hạn visa hai năm,
trong khi người biểu tình tranh cãi rằng cô ấy đã bị lãng quên, và đề nghị cô ấy nên có cơ hội thứ hai, cũng như người vi phạm đôi khi là mất visa.

### Ngày 4 tháng 12
Khoảng 30 người tập trung tại Cheung Sha Wan khu kinh doanh hô vang khẩu hiệu. Đám đông đã tăng lên khoảng 100 người vào lúc cao điểm.

### Ngày 6 tháng 12

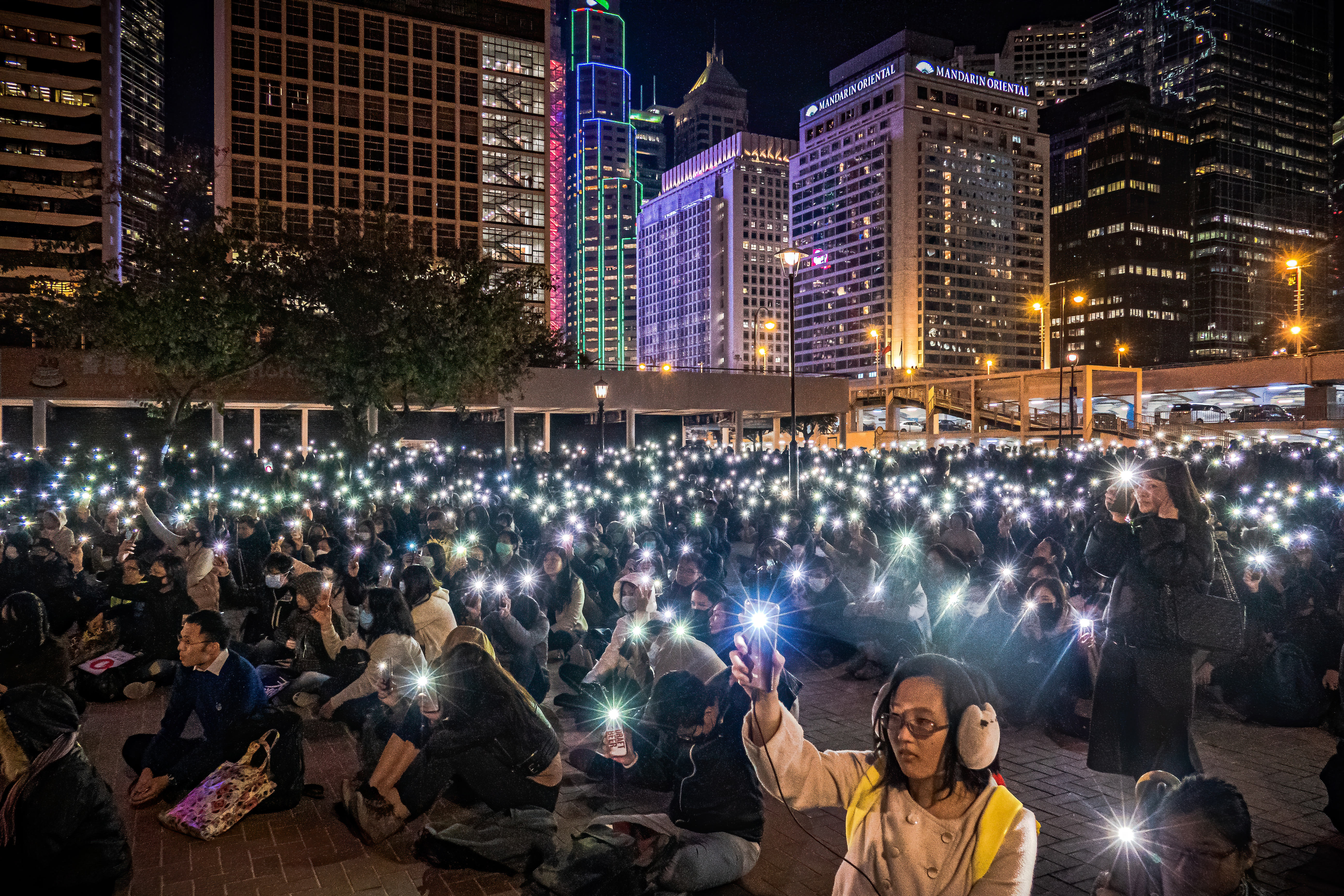
Người biểu tình vào ngày 6 tháng 12

Hàng trăm người tham gia vào một cuộc biểu tình ở Trung Hoàn chống lại khí gas được sử dụng bởi cảnh sát trong suốt người biểu tình đi qua. Một nhóm buộc tội lực lượng cảnh sát tạo ra một "buồng khí" toàn thành phố.

### Ngày 8 tháng 12: Biểu tình hàng loạt
Hàng chục nghìn người Hong Kong đã tập trung tại công viên Victoria ở Vịnh Đồng La với các biểu ngữ và hô vang slogan biểu tình vào chiều 8 tháng 12 để tiếp tục gây sức ép với chính quyền và Đặc khu trưởng Lâm Trịnh Nguyệt Nga về những yêu cầu chưa được đáp ứng. Sự kiện lần này được tổ chức bởi Mặt trận Nhân dân về Nhân quyền (CHRF) và kế hoạch tuần hành đã được sự đồng ý của cảnh sát. Các nhà tổ chức đã cam kết cuộc tuần hành sẽ diễn ra ôn hòa, với 200 cộng tác viên có nhiệm vụ xử lý mọi xung đột tiềm tàng giữa người biểu tình và cảnh sát. Bạo loạn giữa cảnh sát ở bên ngoài Siêu thị Central ngăn chặn người biểu tình từ phía tây di chuyển xa hơn. Họ cũng được triển khai với xe bắn vòi rồng, và cảnh báo trên các phương tiện truyền thông xã hội rằng họ không khoan nhượng cho bất kì bạo lực hoặc hành vi bất hợp pháp. Vào khoảng 18:20 người biểu tình trên phố Percival đã sử dụng loa phóng thanh để nói tạm biệt với cảnh sát, nói rằng họ sẽ trở về ăn tối.
Người biểu tình thực hiện cầm cờ Anh hoặc những bảng hiệu đòi hỏi phải thực hiện "năm yêu cầu, không một ít". Một người biểu tình mặc quần áo như Winnie the Pooh như tuyên bố chống lại chủ tịch Tập Cận Bình. Rất nhiều người biểu tình bày tỏ sự tức giận bởi vì Đặc khu trưởng Lâm Trịnh Nguyệt Nga và Bắc Kinh vẫn tiếp tục đưa ra bất kì nhượng bộ hơn nữa mặc dù đánh bại sát sao các đối thủ ở Bầu cử Hội đồng quận Hồng Kông 2019. Họ cũng muốn một ủy ban độc lập xem xét việc kiểm soát cuộc biểu tình chưa từng có.
Đám cháy đã được thiết lập tại các lối vào Hight Court và Court of Final Appeal. Các cửa hàng, nhà hàng và ngân hàng cũng bị phá hoại trong suốt cuộc biểu tình.
Mặt trận Nhân dân về Nhân quyền (CHRF) công bố 800,000 người đã tham gia nhưng cảnh sát lại nói là 183,000 người.
Người triệu tập CHRF, Jimmy Sham, tố cáo cảnh sát vì xúi giục và khủng bố trong số người biểu tình. Cảnh sát được báo cáo đã tăng 'cờ đen' (với biểu thị rằng hơi cay sẽ được triển khai) trước khi cuộc diễu hành bắt đầu.

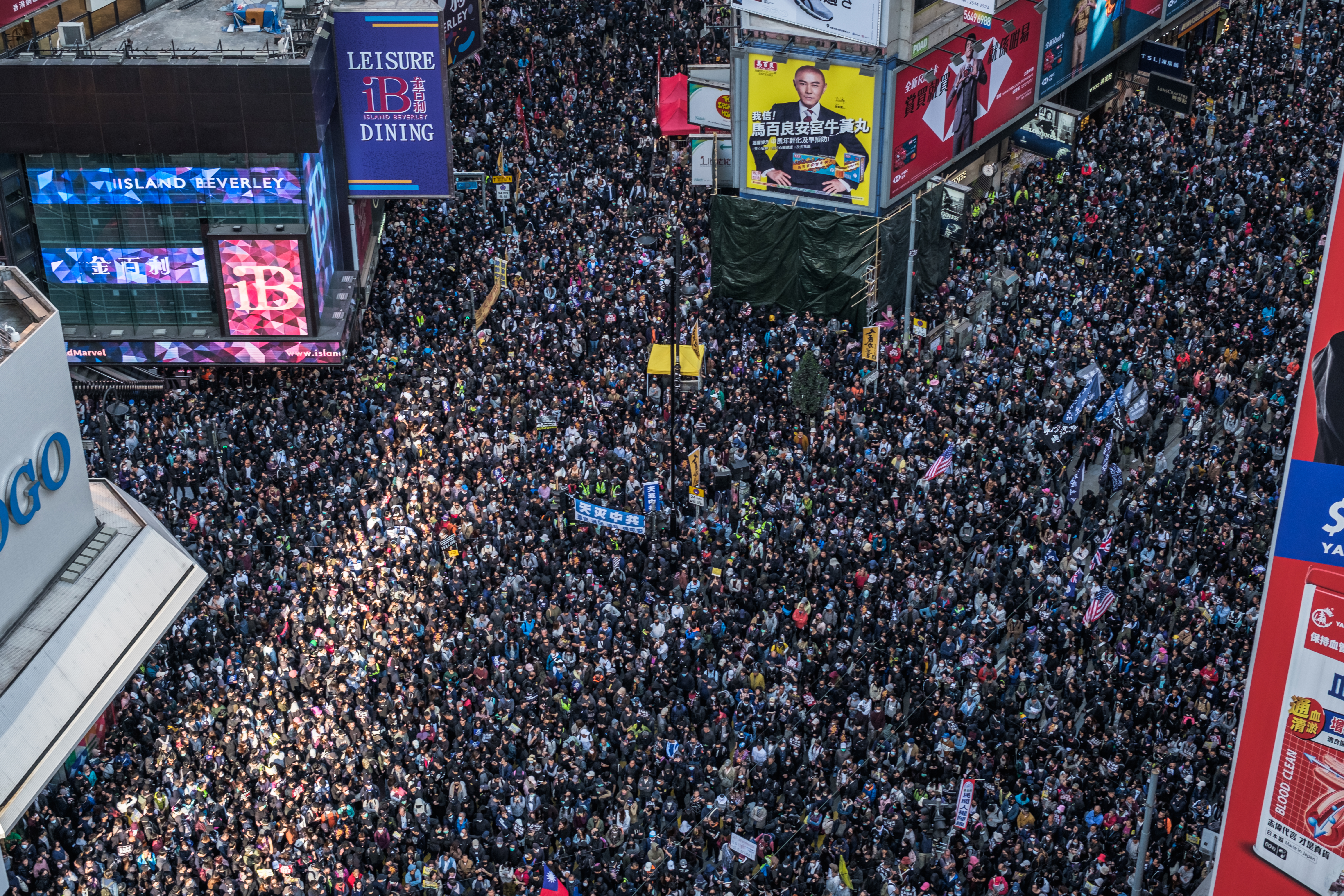
Người biểu tình tập trung đông đúc ở phố
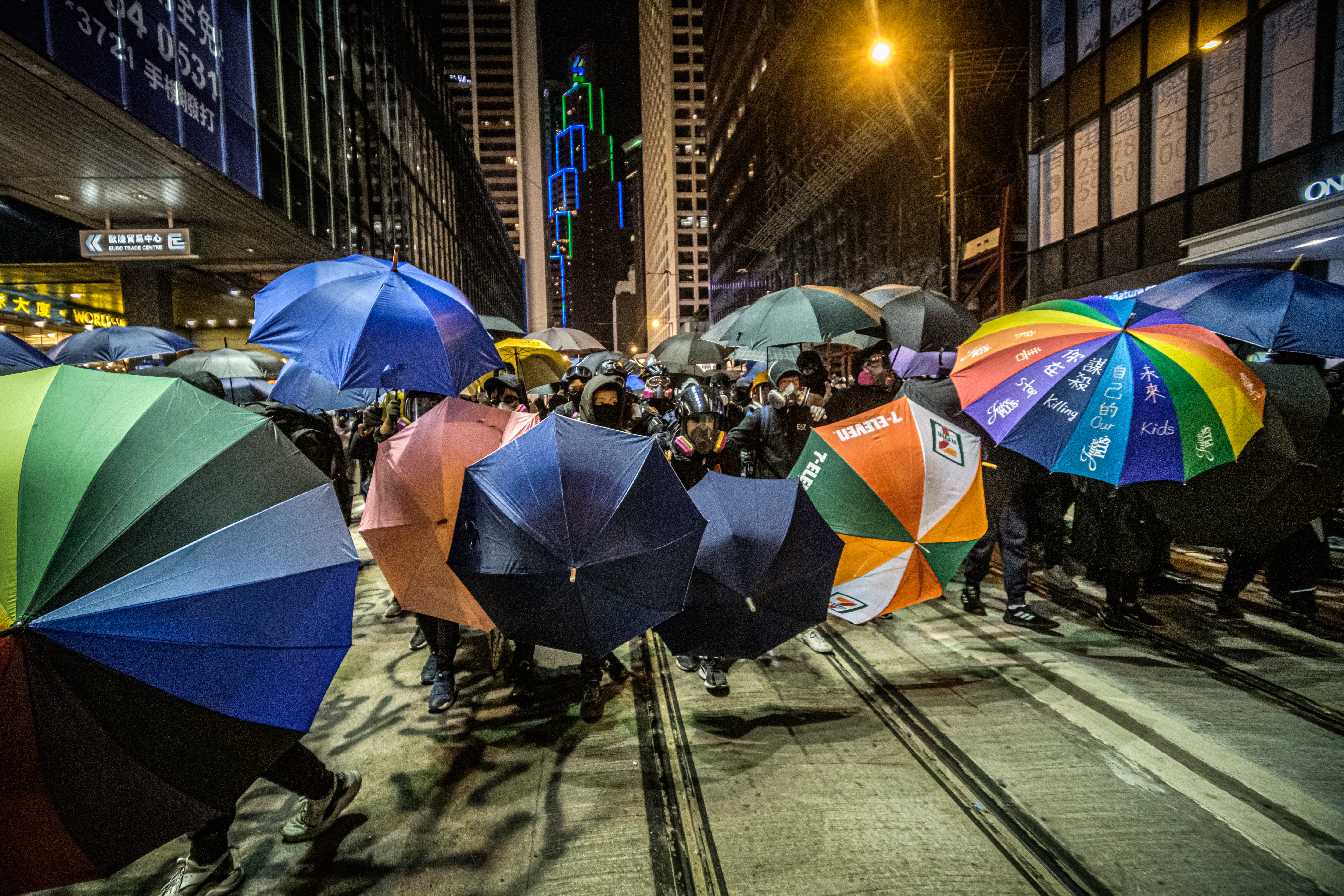
Người biểu tình đang sử dụng những chiếc ô
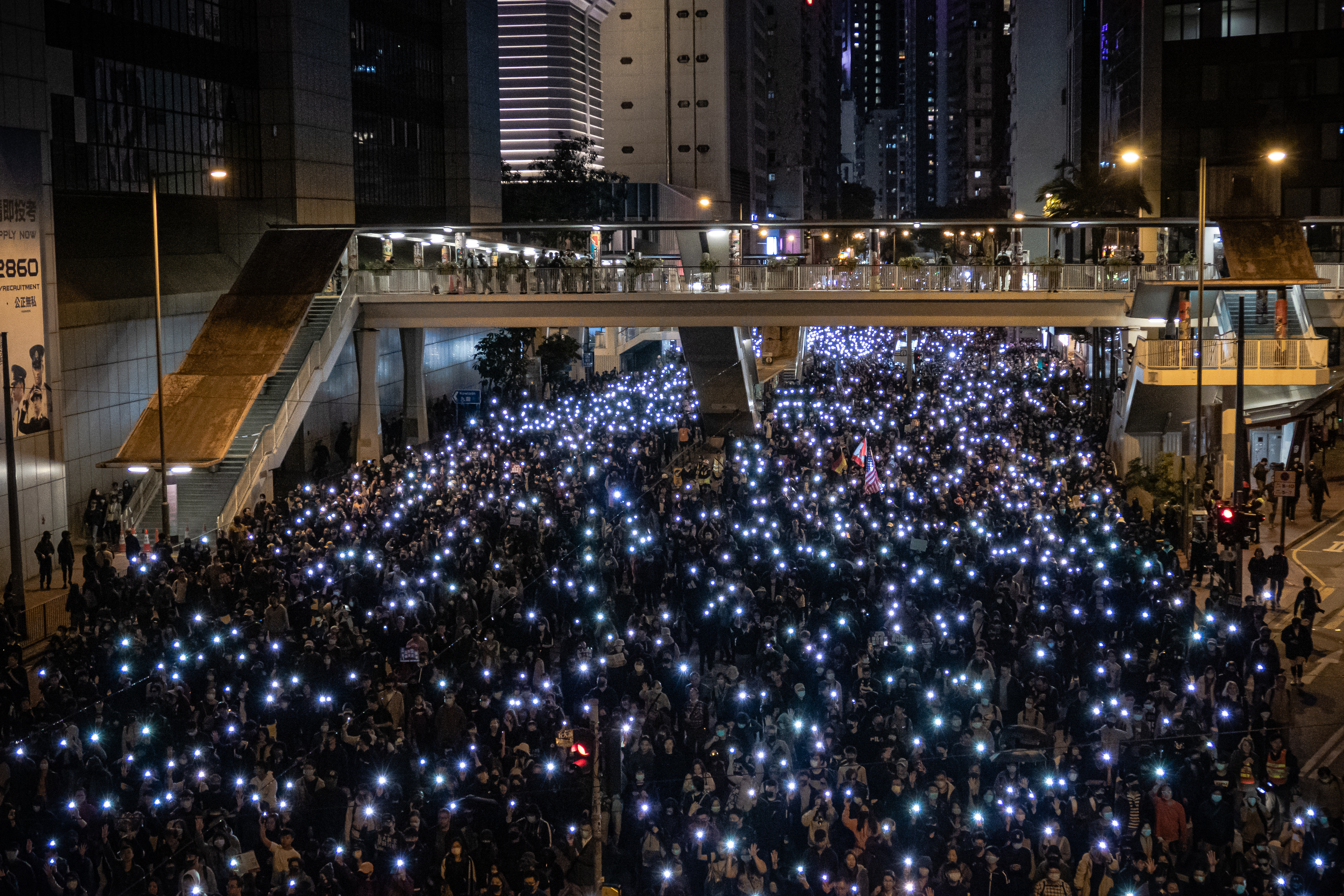
Người biểu tình trong đêm

### Ngày 11 tháng 12
Kết thúc hàng trăm người tụ tập ngoài Tổng lãnh sự quán Anh tại Hồng Kông tại Kim Chung thúc giục chính quyền Anh cần hành động trong hỗ trợ phong trào cuộc biểu tình. Họ gọi cho Anh chấm dứt Tuyên bố chung Trung-Anh, nói rằng Bắc Kinh sẽ nghĩa là không kéo dài có chủ quyền khác thành phố và tham gia lại Khối thịnh vượng chung. Người tổ chức cuộc biểu tình nói rằng lòng bàn tay họ kiến nghị đại diện lãnh sự quán - chỉ vài giờ vài giờ trước cuộc tổng tuyển cử.
Theo John Bercow trước đây Speaker of House nói rằng "Dành cho cộng đồng quốc tế, và đặc biệt là Anh, nó là thông thoáng; Hồng Kông là tiền tuyến mới trong cuộc đấu tranh cho sự tự do".

### Ngày 12 tháng 12

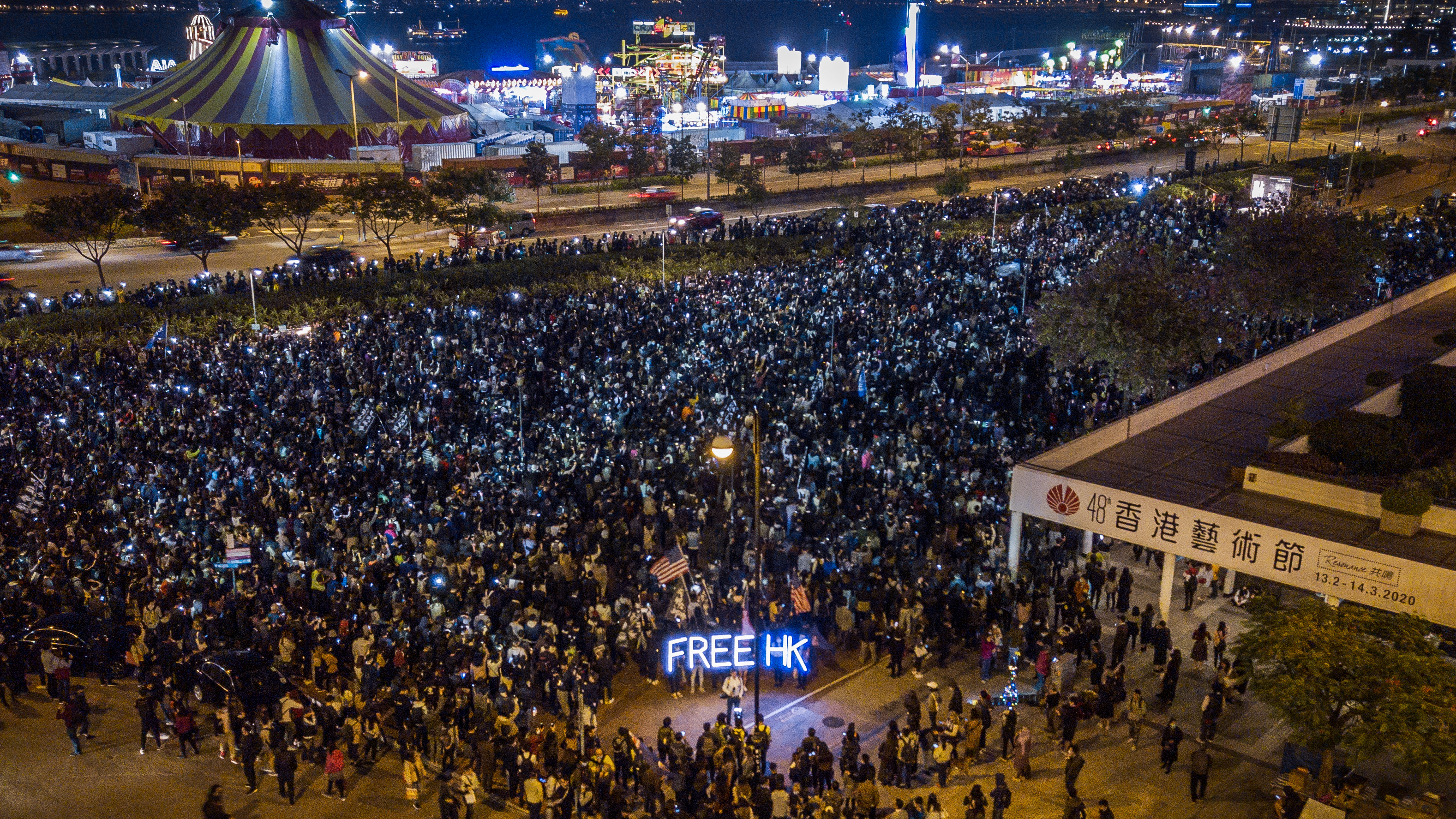
Người biểu tình vào ngày 12 tháng 12 với biển ngữ "Giải phóng HK"

Một đám đông khoảng 58,000 người biểu tình tập hợp tại Quảng trường Edinburgh, ở Trung Hoàn, đánh dấu sáu tháng kể từ cuộc biểu tình vào ngày 12 tháng 6. Người biểu tình nói rằng họ sẽ vẫn tiếp tục cuộc đấu tranh của họ cho tới khi năm yêu cầu họ đưa ra được đáp ứng, và sẽ không có khoảng cách giữa chính họ từ cuộc biểu tình triệt để hơn.

### Ngày 14 tháng 12: Lô bom
Vài chục người đã tổ chức một cuộc biểu tình bên ngoài lãnh sự quán Anh gọi cho London để khai rằng Tuyên bố chung Trung-Anh sẽ không có hiệu lực dài hơn nữa. Người biểu tình, một số đã vẫy cờ thuộc địa và cờ Anh, nói rằng "một động thái như vậy sẽ cho phép người Hồng Kông quyết định tương lai thuộc về họ".
Vào năm 2017, Bộ Ngoại giao ở Bắc Kinh khai báo rằng tuyên bố chung không thể kéo dài hơn có bất kì ý nghĩa thực tế và nó chỉ đơn thuần là tài liệu lịch sử. Mặc dù London nhấn mạnh rằng hiệp ước vẫn còn hiệu lực - chỉ ra nó chống lại trong thời gian ngắn trước cuộc biểu tình hiện hành bắt đầu vào tháng 6, khi được xem như những yêu cầu rằng Bắc Kinh vẫn sẽ tiếp tục chịu đựng bằng thỏa thuận.

### Ngày 15 tháng 12
Hơn 200 người tập hợp tại Quảng trường Edinburgh ở Trung Hoàn vào chủ nhật để hỗ trợ tập hợp cho việc đã lên kế hoạch ba ngày đình công bởi yếu tố phúc lợi xã hội. Các nhà tổ chức nói rằng hỗ trợ - do chạy từ ngày 17 tháng 12 đến ngày 19 tháng 12 - "nó cần thiết để truyền cảm hứng cho người khác suy nghĩ lại về tác động của hành động công nghiệp và cho dù di chuyển có thể ngăn chặn những người trẻ tuổi từ nơi họ sống mạo hiểm và chiến đấu tương lai trong chiến tuyến của cuộc biểu tình".

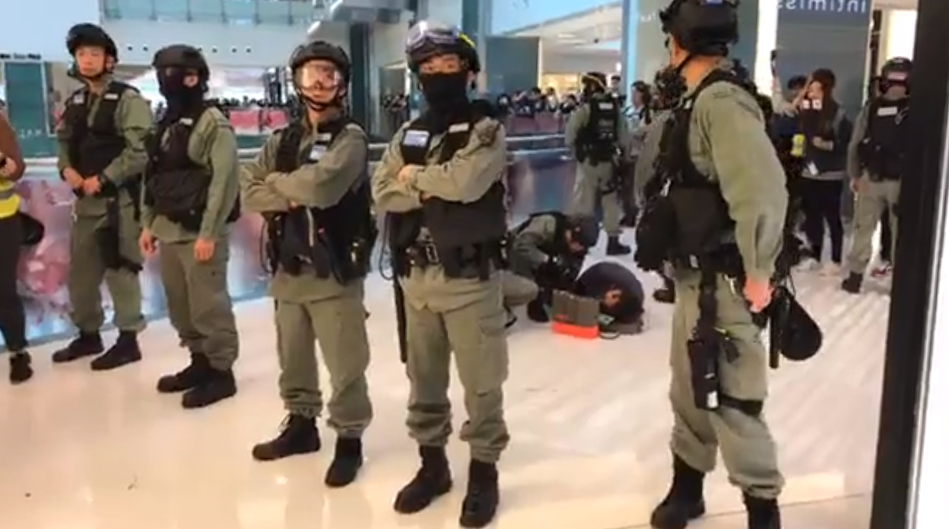
Cảnh sát đang bảo vệ một người đàn ông bị bắt

Đám đông lớn người xếp hàng ở Kim Chung kỉ niệm và tôn trọng một người đàn ông người rơi vào cái chết của anh ấy sáu tháng trước. Lương Lăng Kiệt chết vào ngày 15 tháng 6 trước treo băng rôn cầu xin khẩu hiệu chống rút yêu cầu dẫn độ, trước Lâm Trịnh Nguyệt Nga đã tuyên bố rằng pháp luật đang bị đình chỉ. Anh ta đã ngã từ nền tảng độ cao, thiếu một chiếc đệm khổng lồ được thiết lập trên mặt đất bởi lính cứu hỏa. Người biểu tình tới với nến và hoa tưởng niệm tại nơi anh ấy chết, một số giữ bảng hiệu vang vọng tại một vài nơi tác phẩm cuối cùng của Lương, như "Chúng ta không xảy ra bạo loạn".
Cuộc biểu tình trở nên bạo lực tại Trung tâm mua sắm Sa Điền như người biểu tình mặc áo đen phá hoại những nhà hàng, đập vỡ rào chắn thủy tinh, và mọi người đối mặt với ý kiến trái ngược tại trung tâm mua sắm New Town Plaza. Một người phụ nữ đã phun sơn vào mặt và một người khác ngã xuống, và dường như đang cố gắng dừng bạo lực từ phun graffiti tại trung tâm mua sắm.

### Ngày 17 tháng 12
Nhiều người từ các lĩnh vực công tác xã hội bắt đầu ba-ngày đình công để cố gắng gây áp lực chính phủ trả lời năm yêu cầu của phong trào cuộc biểu tình. Khoảng 200 người đã tập hợp tại Quảng trường Edinburgh tại Trung Hoàn cho chuỗi sự kiện lần đầu tiên. Người tham gia gấp mũ bảo hiểm giấy màu vàng để tượng trưng rằng các lĩnh vực công tác xã hội cảm thấy không thể bảo vệ những người trẻ tuổi.

### Ngày 19 tháng 12
Vài chục người biểu tình đã tham gia vào lĩnh vực phúc lợi xã hội đã kêu gọi cộng đồng quốc tế can thiệp vào "khủng hoảng nhân đạo" tại Hồng Kông. Người biểu tình bắt đầu cuộc biểu tình của họ được phê duyệt tại Wan Chai, và diễu hành tới lãnh sự quán của chín nước khác nhau trong khi hô khẩu hiệu như "năm yêu cầu, không một ít" và "giải phóng Hồng Kông, cuộc cách mạng của thời đại chúng ta". Cảnh sát đã chờ dọc theo tuyến đường cũng như người biểu tình thông qua chuyển thư kiến nghị đến đại diện lãnh sự quán.

### Ngày 20 tháng 12
Người dân đã trình diễn gần trụ sở của HSBC qua bộ phim chính quyền để đóng băng 70 triệu dollar Hồng Kông được quyên góp bởi những người biểu tình công khai ủng hộ chống chính phủ. HSBC nói rằng quyết định đóng tài khoản đang được sử dụng để thu thập quyên góp cho cuộc biểu tình Hồng Kông là "không liên quan đến các tình huống hiện tại của Hồng Kông". Cảnh sát thu giữ khoản tiền đã được thu thập và bị bắt tìm thấy "về sự nghi ngờ rửa tiền".

### Ngày 21 tháng 12
Khoảng một trăm người đã tụ tập tại Yoho Mall gần ga tàu Yuen Long MTR đánh dấu năm tháng một cuộc tấn công bởi một nhóm tổ chức vũ trang người bịt kín hàng chục hành khách mưa vào ngày 21 tháng 7. Một người đàn ông, mặc quần áo trắng, tấn công các hành khách MTR bên ngoài tàu điện và đuổi một số vào thư và đánh bại họ với gậy và que. Bốn mươi lăm người đã nhập viện trước cuộc tấn công và cư dân buộc tội cảnh sát tạo điều kiện cho cuộc tấn công và cố tình bỏ qua hàng ngàn cuộc điện thoại cầu cứu. Những người tham dự cuộc biểu tình đã hát quốc ca của cuộc biểu tình "Vinh quang đến Hồng Kông" và hô vang các khẩu hiệu như "cảnh sát Hồng Kông, xấu hổ về ngươi". Ba mươi bảy người cho đến nay đã bị bắt, trong việc liên quan tới vụ tấn công, với bảy trong số đó bị buộc tội bạo loạn. Cảnh sát đã ra lệnh người dân phải rời Yoho Mall nói rằng có một "vụ án hình sự" rằng yêu cầu điều tra trước khi cửa hàng sushi bị phá hoại. Điều này dẫn đến căng thẳng giữa sĩ quan và người biểu tình. Rất nhiều cửa hàng khác, ban đầu được mở nguyên ngày, đã bị ép buộc đóng cửa trong khi có sự xuất hiện của các sĩ quan vũ trang.
Hàng chục người tụ tập tại Trung tâm mua sắm Harbor City tại Tiêm Sa Chủy để tham gia các cuộc biểu tình có tiêu đề "Mua sắm với bạn trong dịp Giáng sinh" kêu gọi một vài nhóm chat qua online. Cuộc biểu tình, hầu hết những người mặc quần áo đen và đeo mặt nạ, tập hợp gần Cây Giáng sinh khổng lồ trong khu trung tâm và đi bộ vòng quanh hô các khẩu hiệu trong Quảng Đông và Putonghua. Một số người biểu tình đã thấy làm cử chỉ "trái tim" tới cảnh sát nam người đã đóng quân trên phố từ quảng trường.

### Ngày 22 tháng 12
Hàng trăm người đã tụ tập trong một cuộc biểu tình khác để hỗ trợ cho người Hồi giáo, để bày tỏ sự quan tâm rằng Hồng Kông sẽ sớm đối mặt với sự áp bức tương tự nếu như Bắc Kinh thắt chặt sự kìm hẹp trên lãnh thổ. Một vài cờ lội đã gọi cho Sự độc lập Hồng Kông, số khác vẫy lá cờ Mỹ, Anh, Tây Tạng hay Trung Quốc. Người tham gia hô khẩu hiệu như là "Đứng với người Hồi giáo, đứng với sự tự do". Một số đã hét lên "Sự tự do Hồng Kông chỉ có một lối thoát duy nhất". Đụng độ giữa người biểu tình và cảnh sát bắt đầu trong một thời gian ngắn trước khi quốc kì của Hồng Kông bị xé toạc xuống từ cột cờ Tòa thị chính. Với rất nhiều người biểu tình trong đám đông mặc đồ chống chính phủ quần áo màu đen đặc trưng và mặt nạ, một vài người nói rằng họ sẽ tìm đến sự tự do và dân chủ là phổ quát. Cuộc biểu tình đã được tiến hành không có sự cố xuyên suốt hai giờ đồng hồ trước khi cảnh sát lao vào khuất phục một số người tại Quảng trường Edinburgh tới khoảng 5 giờ chiều, ngay sau khi cờ được phát hiện nằm trên mặt đất. Người biểu tình che mặt, mặc áo đen, một trong số họ đã vẫy cờ gọi cho Sự độc lập Hồng Kông - văn phòng giả với chai và mảnh vụn khác như cảnh sát đánh bại hai nghi phạm bằng dùi cui trong quá trình khuất phục họ. Ván trượt được nhìn thấy như bị ném tới văn phòng, nhưng đã không xuất hiện để đánh chúng. Văn phòng rút ra và chĩa cái xẻng của mình vào đám đông tại một điểm khi một máy quay được ném vào anh ta, nhưng không cháy. Cảnh sát bạo loạn đã trả lời với bình xịt hơi cay, và ra lệnh hàng trăm người tại cuộc biểu tình rời đi ngay lập tức, tuyên bố rằng trước đây đã bị xử phạt về thu thập đã kết thúc và họ không tham gia vào một hội đồng bất hợp pháp. Cảnh sát bắn đạn khi họ kết thúc đuổi người lên cầu đường Connaught Trung Hoàn. Một người đàn ông bị trúng đạn được cho là đạn cao su. Nhiều người sau đó dừng lại và tìm kiếm xung quanh khu vực. Trong một tuyên bố, cảnh sát nói rằng văn phòng đã bắt giữ một người đàn ông khi một nhóm lớn "người biểu tình căn bản đã ném vật cứng và cảnh sát tấn công văn phòng với ý định giúp bắt giữ trốn thoát". Lực lượng nói rằng văn phòng sử dụng tối thiểu cần thiết để phân tán cuộc biểu tình.

### Ngày 23 tháng 12
Các nhạc sĩ địa phương đã đình công năm ngày, yêu cầu chính phủ trả lời đầy đủ năm yêu cầu của cuộc biểu tình. Hàng tá người tập hợp tại Chater Garden ở Trung Hoàn đánh dấu bắt đầu ngày đình công, họ cùng nhau hát đồng thanh và hô vang các khẩu hiệu. Martin Lau, người tổ chức cuộc biểu tình, nói "giai đoạn Giáng sinh là mùa bận rộn nhất trong năm của ngành công nghiệp âm nhạc và anh ấy nói trong suốt giai đoạn cuộc đình công này sẽ gây nên một tác động lớn".
Hơn một ngàn người tập hợp ở Trung Hoàn hỗ trợ cho Spark Alliance HK, một quỹ dành cho việc hỗ trợ cuộc biểu tình. Tuần trước, cảnh sát chuyển sang đóng băng các tài khoản ngân hàng liên minh giặt ủi. Luật sư và người biểu tình tại cuộc biểu tình đã buộc tội cảnh sát đàn áp cuộc biểu tình đang diễn ra bằng tạo nên luận điệu. Tổ chức cuộc biểu tình được xem đã gọi chính phủ US để phê chuẩn các công ty thân Bắc Kinh rằng

## Phản đối
Vào ngày 3 tháng 12, vài chục người phản đối trong cuộc biểu tình Bắc Kinh ở Trung Hoàn tập trung tại Chater Garden. Họ hát bài quốc ca Trung Quốc và sau đó đã diễu hành đến Lãnh sự quán Hoa Kỳ. Đám đông đã chà đạp lên một lá cờ Mỹ khi họ trút giận lên Tổng thống Donald Trump để ký Đạo luật Nhân quyền và Dân chủ Hồng Kông. Họ vẫy lá cờ Trung Quốc và cáo buộc Washington can thiệp vào nội bộ của Trung Quốc.
Vào ngày 7 tháng 12, hàng trăm của phe kiến chế giúp đỡ hỗ trợ cuộc biểu tình ở Wan Chai buộc tội dân chủ sử dụng "vô đạo đức nghĩa là trở thành ủy viên hội đồng quận". Họ hát quốc ca và hô vang khẩu hiệu người biểu tình phe dân chủ như "gián" như "rác".
Vào ngày 15 tháng 12, hàng trăm người biểu tình sắp xếp một cuộc biểu tình ở Công viên Tamar nhằm bày tỏ sự ủng hộ cho cảnh sát. Vẫy tay chào quốc gia và cờ SAR, đám đông hát vang để cố gắng nâng cao tinh thần của các người tham gia tiền tuyến. Họ cũng đã tổ chức bảng hiệu kêu gọi "Mỹ hãy dừng hủy diệt Hồng Kông dân chủ và quyền con người.